# Siegfried Kracauer
Siegfried Kracauer (Frankfurt am Main, 8 februari 1889 - New York, 26 november 1966) was een Duitse schrijver, journalist, socioloog, cultuurcriticus en filmtheoreticus.

## Biografie
Kracauer werd geboren in een Joodse familie in Frankfurt. Van 1907 tot 1913 studeerde hij architectuur en behaalde een doctoraat in techniek in 1914. Toentertijd werkte hij als architect in Osnabrück, München en Berlijn, tot 1920.
Van 1922 tot 1933 was Kracauer actief als film- en literatuureditor van de nieuwskrant Frankfurter Zeitung. Kracauer bekritiseerde, recenseerde en analyseerde op vele gebieden als circussen, fotografie, films, reclame maken, toerisme, de lay-out van steden en dans. Bekende essays van Kracauer waren Der Detektiv-Roman en Ornament der Masse. In 1930 publiceerde Kracauer Die Angestellten. Het artikel gaf een kritische kijk op de nieuwe klasse werknemers die toentertijd ontstond. De groep die hij bekritiseerde waren de kantoor- en administratiebanen en sales-afdelingen. Volgens Kracauer waren ze spiritueel arm en namen ze afstand van gewoontes en tradities. Ze zochten als het ware hun 'toevlucht' in de 'afleidingsindustrie', voor ontspanning en vermaak.
Nadat Kracauer Karl Marx' werk had gelezen werd hij een streng criticus jegens het kapitalisme en nam uiteindelijk ontslag bij Frankfurter Zeitung. Rond diezelfde tijd (1930) trouwde hij met Lili Ehrenreich. Ook was Kracauer zeer kritisch jegens het Stalinisme en het terroristische en totalitaire beleid van de Sovjet-Unie.
Met de opkomst van het nationaalsocialisme in 1933, migreerde Kracauer in naar Parijs en vluchtte in 1941 naar de Verenigde Staten. Van 1941 tot 1943 werkte hij in het Museum of Modern Art (museum voor moderne kunst) in New York. In 1947 gaf Kracauer From Caligari to Hitler: A Psychological History of the German Film (Van Caligari tot Hitler: een psychologische geschiedenis over de Duitse film) uit.
In 1960 publiceerde Kracauer Theory of Film: The Redemption of Physical Reality (Theorie van de film: de aflossing van fysische realiteit). Hierin deed Kracauer de bewering dat realiteit de belangrijkste functie van de film heeft. In zijn laatste jaren was Kracauer actief als socioloog voor verschillende instituten, waaronder in New York, op de Universiteit van Columbia. Zijn laatste boek History, the Last Things Before the Last (Geschiedenis, de laatste dingen voor het laatst) werd in 1969 - na zijn dood - uitgegeven.
Siegfried Kracauer stierf in 1966 in New York aan een longontsteking.
- Bibsys: 90085670
- Biblioteca Nacional de Chile: 000042885
- Biblioteca Nacional de España: XX989647
- Bibliothèque nationale de France: cb12461841d (data)
- Catàleg d'autoritats de noms i títols de Catalunya: 981058512900306706
- CiNii: DA00398596
- Digitale Bibliotheek voor de Nederlandse Letteren: krac002
- Gemeinsame Normdatei: 118565877
- International Standard Name Identifier: 0000 0001 2123 1375
- Library of Congress Control Number: n50044226
- Nationale Bibliotheek van Letland: 000027168
- Bibliotheek van het Japanse parlement: 00446240
- Nationale Bibliotheek van Tsjechië: jn20000700957
- Nationale bibliotheek van Australië: 35281361
- Nationale Bibliotheek van Israël: 987007264152505171
- Nationale Bibliotheek van Polen: a0000002852823
- Nationale en Universitaire bibliotheek Zagreb: 000009707
- Nederlandse Thesaurus van Auteursnamen: 069058172
- Réseau des bibliothèques de Suisse occidentale: 02-A000099940
- LIBRIS: 246783
- SNAC: w6p55s22
- Système universitaire de documentation: 033791430
- Trove: 895863
- Union List of Artist Names: 500245231
- Virtual International Authority File: 19775865
- WorldCat: E39PBJqbf4VdR36v8MjYCc4jG3